# Děčín
Děčín (germană Tetschen-Bodenbach) este un oraș cu 51.820 de locuitori situat pe Elba, în regiunea Ústí nad Labem din nordul Cehiei, la granița cu Germania.

## Cartiere și localități aparținătoare de orașul Děčín
- Děčín I - Děčín (Tetschen)
- Děčín II - Nové Město (Neustadt)
- Děčín III - Staré Město (Altstadt, fost sat, fără  Altstadt (orașul vechi))
- Děčín IV - Podmokly (Bodenbach)
- Děčín V - Rozbělesy (Rosawitz, 1850 integrat după Bodenbach )
- Děčín VI - Letná (Herbstwiese, 1850 integrat după Bodenbach )
- Děčín VII - Chrochvice (Krochwitz, 1849 integrat după Wilsdorf si in 1923 integrat după Bodenbach )
- Děčín VIII - Dolní Oldřichov (Niederulgersdorf)
- Děčín IX - Bynov (Bünauburg, 1948 )
- Děčín X - Bělá (Biela, 1948 )
- Děčín XI - Horní Žleb (Obergrund)
- Děčín XII - Vilsnice (Wilsdorf)
- Děčín XIII - Loubí (Laube) cu Podskalí (Rasseln)
- Děčín XIV - Dolní Žleb (Niedergrund)
- Děčín XV - Prostřední Žleb (Mittelgrund)
- Děčín XVI - Připeř (Peiperz)
- Děčín XVII - Jalůvčí (Kalmswiese)
- Děčín XVIII - Maxičky (Maxdorf)
- Děčín XIX - Čechy (Tscheche)
- Děčín XX - Nová Ves (Neudorf)
- Děčín XXI - Horní Oldřichov (Oberulgersdorf, 1923 integrat după Bodenbach )
- Děčín XXII - Václavov (Wenzelsdorf)
- Děčín XXIII - Popovice (Pfaffendorf, 1850 integrat după Bodenbach )
- Děčín XXIV - Krásný Studenec (Schönborn)
- Děčín XXV - Chmelnice (Hopfengarten)
- Děčín XXVI - Bechlejovice (Bachelsdorf)
- Děčín XXVII - Březiny (Birkigt) cu Libverda (Liebwerd)
- Děčín XXVIII - Folknáře (Falkendorf)
- Děčín XXIX - Hoštice nad Labem (Hostitz)
- Děčín XXX - Velká Veleň (Großwehlen, auch Großwöhlen)
- Děčín XXXI - Křešice (Krischwitz)
- Děčín XXXII - Boletice nad Labem (Politz a. d. Elbe)
- Děčín XXXIII - Nebočady (Neschwitz)
- Děčín XXXV - Lesná (Hortau)
- Horní Chlum (Kolmen)

## Personalități născute aici
- Karolína Kurková (n. 1984), fotomodel.